# 鶴屋喜右衛門
鶴屋 喜右衛門（つるや きえもん、生没年不詳）は、江戸時代から明治時代にかけての地本問屋。全期間を通じて多数の草双紙、錦絵の作品を版行した代表的な版元で、蔦重と並び称された。3代目まで続いた。

## 来歴
鶴喜、遷鶴堂、仙鶴堂と号す。姓は小林氏。もとは京都の書物問屋であった鶴屋喜右衛門が江戸に出店したものであり、この京都の本家は寛永年間から幕末まで続いた。
万治年間に江戸へ出店しており、大伝馬町3丁目、後に常盤橋御門ヨリ本町筋下ル8丁目通油町北側中程八右衛門店、茂兵衛店、元浜町善兵衛店、新大坂町および石町3丁目で営業。
寛文、延宝から明治期にわたって活動しており、菱川師宣の地誌、鳥居清倍、2代目鳥居清倍、鳥居清峰らの漆絵、紅摺絵に始まって浄瑠璃本、絵本、合巻などのほか、錦絵では勝川春潮、北尾政美、勝川春英、喜多川歌麿、栄松斎長喜、菊川英山、歌川広重、歌川国貞など代表的な浮世絵師の作品を多く出版している。
2代目近房の子であった3代目鶴屋喜右衛門は歌川豊国の挿絵による自作の絵草紙『絵本千本桜』によって好評を得る。但し、これは滝沢馬琴の代作といわれる。文政12年（1829年）3月21日に起こった文政の大火によって類焼したが、同年7月19日には普請が成り、同年から天保13年（1842年）にかけて柳亭種彦作の『偐紫田舎源氏』を出版、大好評を得たが、天保の改革により弾圧を受け絶版処分となったため、これ以降は衰退に向かった。また、この間、天保4年（1833年）、歌川広重の『東海道五十三次』全55図を新興の版元保永堂とともに出版するが、同年12月に鶴屋主人が急死、天保5年（1834年）2月7日に日本橋周辺から起こった大火災によって瞬く間に店舗が延焼してしまい、これ以降、『東海道五十三次』シリーズは保永堂のみによる出版となった。

## 作品
- 菱川師宣 『江戸雀』 地誌 延宝5年（1677年）
- 鳥居清倍 『市川ゑび蔵の丑の刻参り』 細判 漆絵 元文延享ころ
- 2代目鳥居清倍 『（二世）大谷広次と（初世）中村助五郎』 大判 紅摺絵 宝暦前期
- 鳥居清峰 『由良之助遊興の図』
- 勝川春潮 『てうしやひな雀 あふきや花扇 松葉や喜瀬川』 大判 錦絵 大首絵 寛政3年（1791年）‐寛政4年（1792年）ころ
- 北尾政美 『浮絵仮名手本忠臣蔵』 横間倍判11枚揃 錦絵 寛政3年～寛政6年頃
- 勝川春英 『三世市川八百蔵の助六』 大判 錦絵 寛政3年3月中村座『助六縁牡丹』に取材
- 喜多川歌麿 『青楼仁和嘉女芸者之部』 大判4枚揃 錦絵 寛政4年～寛政5年
- 喜多川歌麿『錦織歌麿形新模様』 大判3枚揃 錦絵 寛政9年頃
- 喜多川歌麿『婦人泊り客之図』
- 栄松斎長喜 『女房気取りの芸者』 大判 錦絵 寛政6年頃
- 菊川英山 『風流春小原女』 大判3枚続 錦絵 文化後期
- 歌川広重 『東海道五拾三次之内』 横大判55枚の内「日本橋」、「品川」、「川崎」など ※保永堂と合版、後に手をひく。 天保4年初版
- 歌川国貞 『隅田川晩夏の景』 大判3枚続 錦絵 天保ころ

## 関連作品
映画
- 『写楽』（1995年、松竹、演：有川博）

テレビドラマ
- 『べらぼう〜蔦重栄華乃夢噺〜』（2025年、NHK大河ドラマ、演：風間俊介）